# 國立虎尾高級中學校友列表
本列表列出了國立虎尾高級中學（包含虎中、虎女）的校友。依據職業分類。
虎尾高中前身為1946年成立的「臺南縣立虎尾初級中學」（下簡稱虎尾初中），該校隨後將「臺南縣立虎尾家政女子職業學校」併入，又於1949年被併入「臺灣省立虎尾女子中學」（下簡稱虎尾女中），成立男女合校的「臺灣省立虎尾中學」（下簡稱虎尾中學）。次年復將校本部恢復設置虎尾女中，拆析男生部獨立設置「臺灣省立虎尾中學」，為男校完全中學。1970年代初中部停招，改制為高級中學，稱臺灣省立虎尾高級中學（下簡稱虎尾高中）。1981年又將改制為「臺灣省立虎尾女子高級中學」（下簡稱虎尾女高）的原虎尾女中併入，維持原校名，校址遷移至原虎女校址。2000年由於精省，改隸中華民國教育部，稱「國立虎尾高級中學」。

## 政治界
- 許文志：1952年畢業於虎尾中學初中部。雲林縣臺西鄉三姓寮人，前臺灣省政府秘書長、省建設廳廳長、雲林縣縣長。[1]:440
- 林時機：1956年畢業於虎尾中學初中部。前立法委員。[1]:444-445
- 郭慶芳：1957年畢業於虎尾女中高中部。大埤人，1938年5月23日生，曾任國大代表12年，也是光復大陸設計委員會委員。[1]:443
- 廖泉裕：1957年畢業於虎尾中學高中部。故臺灣省議會議員、雲林縣縣長。[1]:445
- 蘇文雄：1961年畢業於虎尾中學高中部[1]:443。故雲林縣縣長[2]:1146。

許文志、廖泉裕、蘇文雄三人，為雲林縣第5、6、7任縣長，故當地有「縣長三連霸，同是虎中人」的說法。

## 商界
- 廖裕輝，虎尾中學畢業，華國飯店總經理。就讀虎尾中學時，愛好網球，初中一年級即被選為學校網球代表隊成員，後直升虎尾中學高中部[3]，曾獲臺灣省運動會冠軍，保送輔仁大學體育系，並為中華民國國家代表隊選手。[4]大學畢業後，任教於高雄醫學院任教，後轉入商界，曾自德國引進操場跑道工程技術。嗣後買下華國飯店經營。[5]廖裕輝為中國國民黨第五屆國家發展班結業，擔任過中華民國網球協會理事長一職。[6]

## 軍界
- 林鎮夷：中華民國海軍一級上將，曾任海軍總司令、國防部副部長、參謀總長等軍職。

## 科學家
- 翁武忠（Wu-Tsung Weng，又名Bill Weng），美國能源部布鲁克黑文国家实验室物理學家，專長領域為加速器[7]。

## 教育與學術工作者
- 黃昆輝，前總統府秘書長、臺灣團結聯盟黨主席[8]。
- 丁鳳碧，1964年虎尾女中高中部畢業。曾任彰化高商、員林家商校長，1981年獲特殊優良教師獎。[9]
- 楊日然：法學者，曾經就讀虎尾中學初中部，二年級時跳級考上臺南師範，後來擔任過國立臺灣大學教授、司法院大法官。[10]

## 藝文工作者
- 季季，本名李瑞月，雲林人，作家，1945年生。臺灣省立虎尾女子中學初中部、高中部畢業。[11]
- 陳小雅，漫畫家，國立虎尾高中畢業。繪有《KANO》漫畫版。[12]